# Sinoporek modry

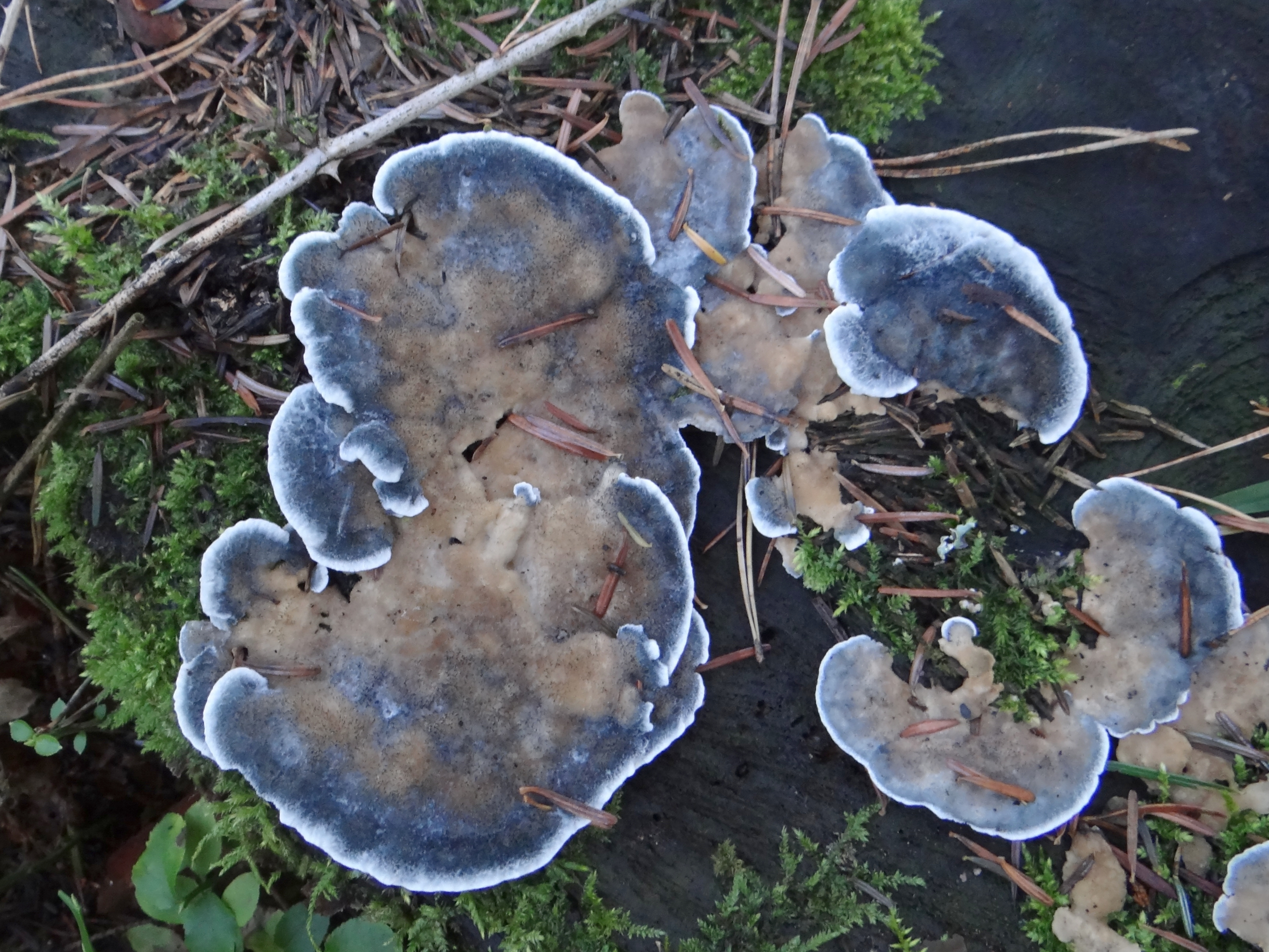

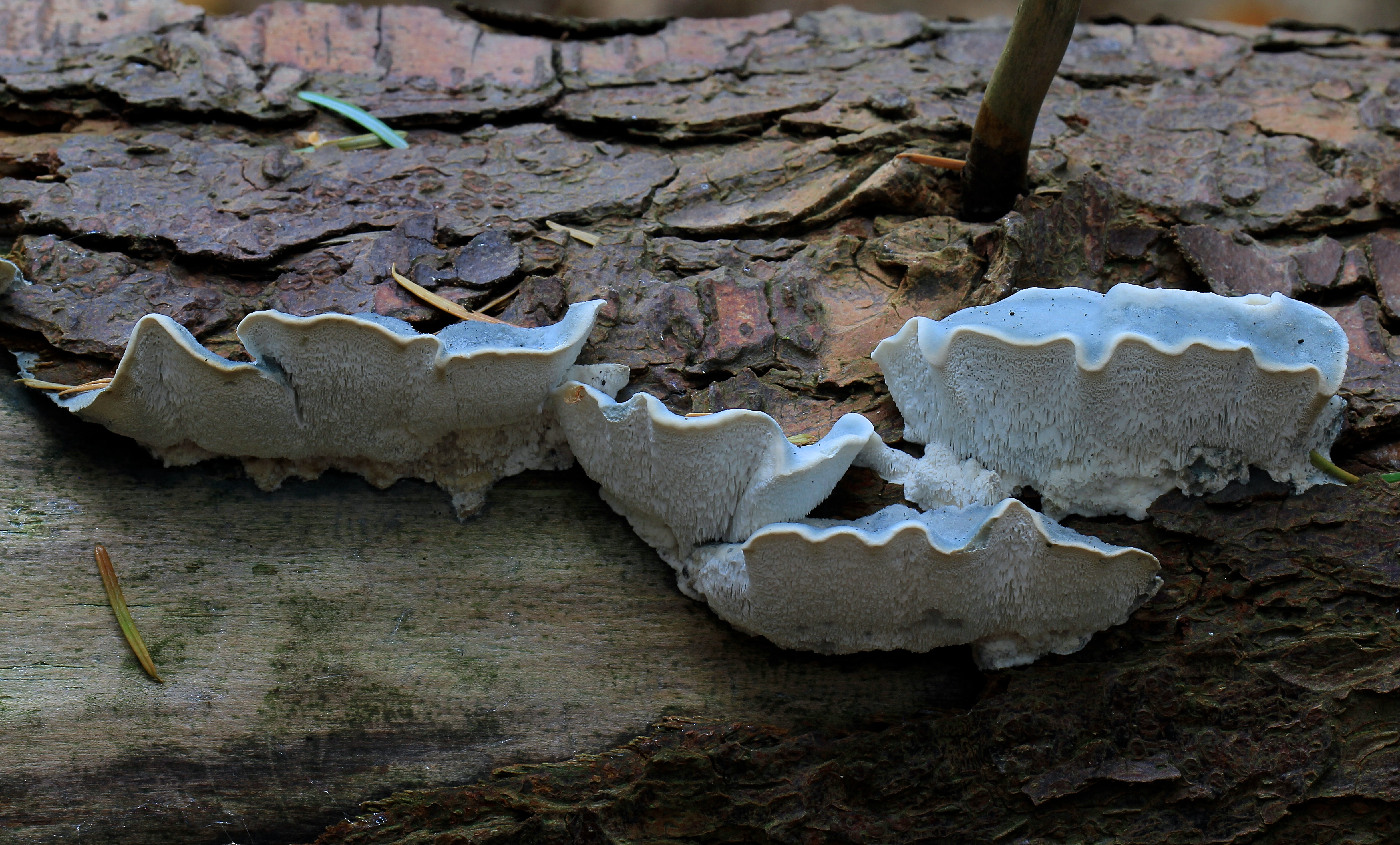
Brzegi owocnika są białe

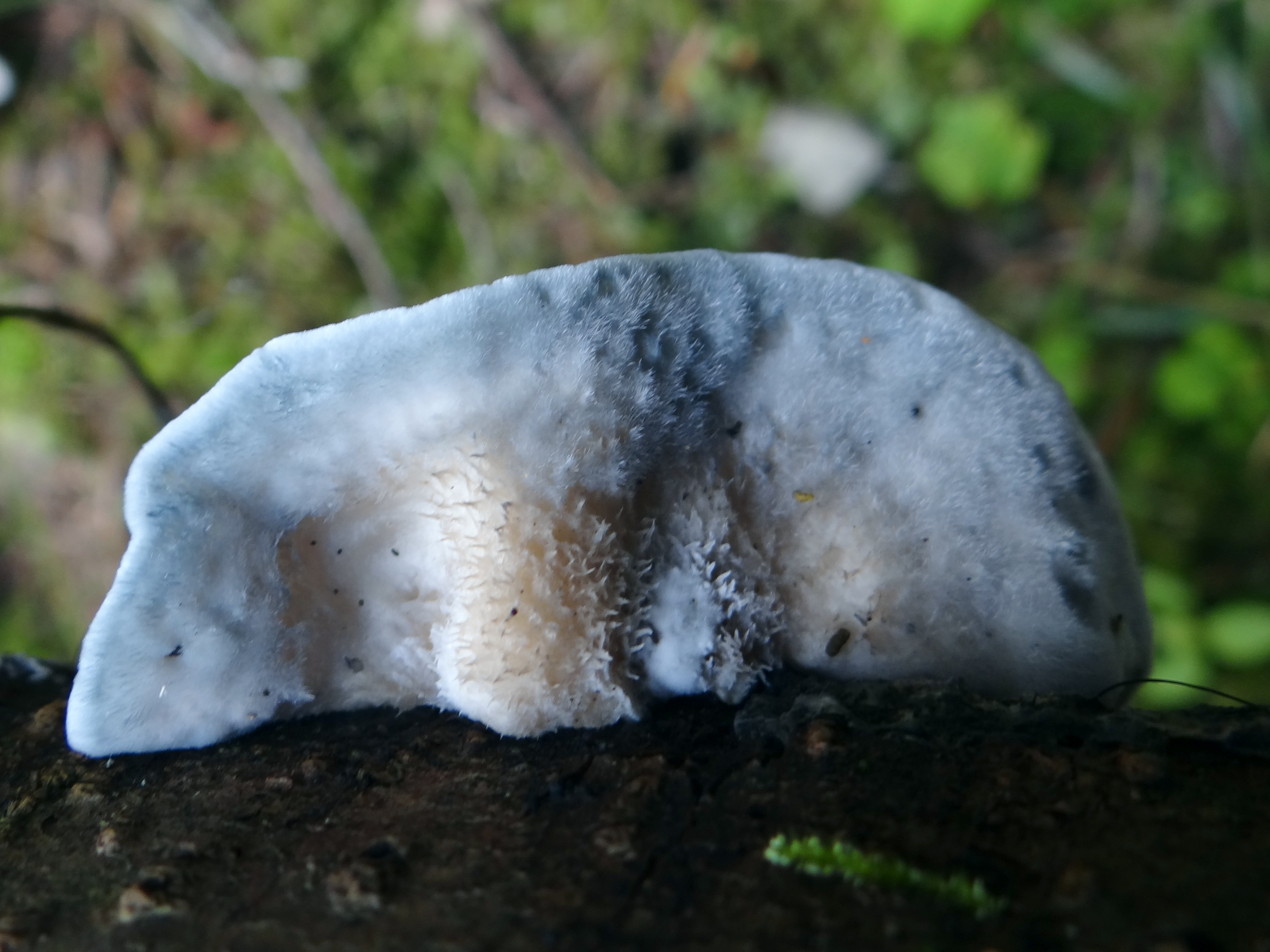

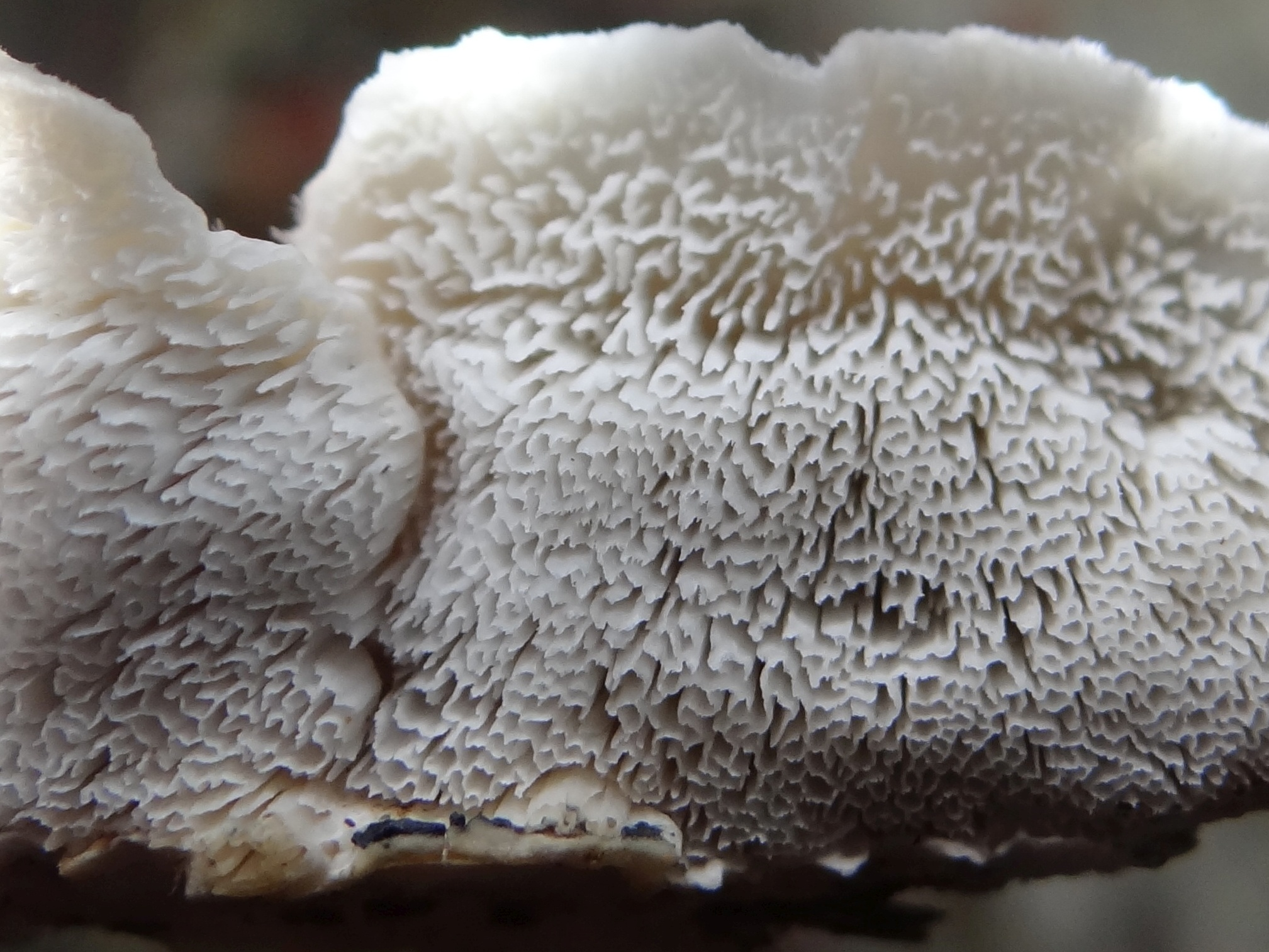
Pory starszych owocników

Sinoporek modry, drobnoporek modry, białak modry (Cyanosporus caesius (Schrad.) McGinty) – gatunek grzybów z rzędu żagwiowców (Polyporales).

## Systematyka i nazewnictwo
Pozycja w klasyfikacji według Index Fungorum: Cyanosporus, Polyporaceae, Polyporales, Incertae sedis, Agaricomycetes, Agaricomycotina, Basidiomycota, Fungi.
Po raz pierwszy takson ten zdiagnozował w 1794 r. Heinrich Adolf Schrader nadając mu nazwę Boletus caesius. Obecną, uznaną przez Index Fungorum nazwę nadał mu w 1909 r. M.J. McGinty, przenosząc go do rodzaju Cyanosporus.
Synonimów naukowych jest ponad 40. Niektóre z nich:

- Bjerkandera caesia (Schrad.) P. Karst. 1881
- Oligoporus caesius (Schrad.) Gilb. & Ryvarden 1985
- Polyporus caesius (Schrad.) Fr. 1821
- Postia caesia (Schrad.) P. Karst. 1881
- Tyromyces caesius (Schrad.) Murrill 1907[2].

Władysław Wojewoda w 2003 r. zaproponował polską nazwę drobnoporek modry. W polskim piśmiennictwie mykologicznym gatunek ten opisywany był także jako białak modry i żagiew modra. W opracowaniach mykologicznych i atlasach grzybów często używana jest nazwa białak modry nadana przez Stanisława Domańskiego w 1967 r. Wszystkie te nazwy są niespójne z obecną nazwą naukową. W 2025 r. Komisja ds. Polskiego Nazewnictwa Grzybów Polskiego Towarzystwa Mykologicznego zarekomendowała nazwę sinoporek modry.

## Morfologia
Owocnik
Jednoroczny. Do podłoża przyrasta bokiem. Średnica 1–5 cm, wyjątkowo do 8 cm, szerokość 0,3–1 cm, kształt konsolowaty i czasami pogrubiony u nasady, rzadziej rozpostarto-odgięty. Brzeg cienki falisty i nieco podwinięty. Powierzchnia filcowata, chropowata lub włochata, słabo pręgowana. Na starszych owocnikach pojawia się charakterystyczna siateczka. Młode owocniki są białe, po dotknięciu zmieniają kolor na niebieskoszary do ciemnoszarego, starsze owocnik cały czas mają kolor od niebieskoszarego do ciemnoszarego. Brzeg owocnika (strefa przyrostu) pozostaje cały czas biały.
Hymenofor
Rurkowaty o barwie od białej do szaroniebieskiej. Po dotknięciu sinieje. Rurki mają długość 0,5–4,5 mm i czasami zbiegają po podłożu. Pory mają średnicę 0,15–0,3 mm, wyjątkowo 0,4 mm, na 1 mm mieści się ich 3–4. Mają kształt od okrągłego do kanciastego i niebieskawe brzegi, u starszych owocników poszarpane.
Miąższ
Białawy, po uszkodzeniu siniejący, słabo strefowany i dość twardy. Smak i zapach niewyraźny.
Wysyp zarodników
Niebieskoszary. Zarodniki cylindryczne, nieco wygięte, bezbarwne, o gładkiej powierzchni i z 2 kroplami. Rozmiar 3,5–5,5 × 1–1,5 μm.
Gatunki podobne
Jest wiele gatunków nadrzewnych grzybów o białych owocnikach, stąd też może być trudne odróżnienie młodych, białej barwy owocników drobnoporka modrego lub starszych, ale nietypowo ubarwionych na brunatno. Łatwo jednak odróżnić go próbą dotykową; owocnik drobnoporka modrego sinieje po dotknięciu.

## Występowanie i siedlisko
Występuje w Ameryce Północnej i Południowej, Europie, Azji i Nowej Zelandii. W Polsce jest bardzo pospolity.
Rośnie w lasach iglastych i mieszanych, przede wszystkim w górach, na niżu dużo rzadziej. Spotkać go można głównie na świerku pospolitym, jodle pospolitej i sośnie zwyczajnej. Notowano go także na uprawianych jako rośliny ozdobne gatunkach jodły: jodle olbrzymiej i Abies nordmanniana, rzadziej na drzewach liściastych (na buku i grabie). Czasami występuje także na konstrukcjach drewnianych. Jest dość częsty.

## Znaczenie
Grzyb niejadalny. Grzyb nadrzewny, głównie saprotrof rozwijający się na martwym drewnie, czasami jednak rośnie również na ranach drzew i drzewach osłabionych, wywołując średnio intensywną brunatną zgniliznę drewna.